# Macromitrium vesiculosum
Macromitrium vesiculosum är en bladmossart som beskrevs av Pierre Tixier 1966. Macromitrium vesiculosum ingår i släktet Macromitrium och familjen Orthotrichaceae. Inga underarter finns listade i Catalogue of Life.